# Isla Christie
Isla Christie es una isla en el archipiélago de Mergui y el punto más meridional de Birmania (Myanmar). Se encuentra en el extremo sur del archipiélago a 18 km al norte de Ko Surin Nuea. La frontera oceánica entre Tailandia y Birmania se encuentra entre las dos islas.
Christie es de 4,6 km de largo y tiene varios picos cubiertos con un denso bosque. El más alto es de 325 m de altura. Murray y la isla Sanders son dos pequeños islotes rocosos frente a sus costas en el sur. Christie forma parte del subgrupo de las Islas Aladín.